# Azacualpa
Azacualpa è un comune del dipartimento di Chalatenango, in El Salvador.
Con un'area di 10.01 km quadrati, il territorio comunale è attraversato dai torrenti: Altina, Cirinal, La Fuente y Los Monges. Maggiori evidenze geografiche del comune sono i picchi: Pando, Tierra Blanca, Chequeres, Cebadill e El Manzal. Il clima è caldo.
Principali colture della zona sono yuca e pomodori.